# シッコ・マンスホルト
シッコ・レーンデルト・マンスホルト（Sicco Leendert Mansholt, 1908年9月13日 - 1995年6月30日）は1972年に就任した欧州委員会委員長。1958年から1972年までは農業担当欧州委員会委員を務め、共通農業政策を創設した。欧州連合の父の一人として知られる。
マンスホルトはオランダ・フローニンゲン州の社会主義者の農家の家に生まれる。父、祖父ともにムルタトゥリ、ドメラ・ニューウェンホイス、トルールストラのような社会主義者を支持しており、また父ランベルトゥス・H・マンスホルトは社会民主労働党 (SDAP) フローニンゲン州支部の支部長を務めていた。母ワビーン・アンドレーエはヘーレンフェーンの判事の娘で、政治学を学んだ最初の女性のひとりであり、アンドレーエは地元を中心にほかの女性とともに政治結社を創設する。マンスホルトはフローニンゲンで HBS-school に参加し、その後デーフェンターで熱帯能楽を学び、タバコ農家となった。
マンスホルトはオランダ領東インド（現在のインドネシア）のジャワ島に渡り、茶のプランテーションの経営を始めたが、植民地制度のために1936年にオランダへ戻った。そこで再び農家となるべく1937年に開墾されたウィーリンゲルメールの干拓地に移った。
マンスホルトはウィーリンゲルメールで地域役員として SDAP 党員となり、ウィーリンゲルメールの町長として活動するなど SDAP の公職に就いていた。第二次世界大戦中、マンスホルトはレジスタンス運動に加わり、ウィーリンゲルメールに危険を逃れて疎開してきた人々を助け、西部州のために地下食料配給組織を結成した。戦争直後の1945年6月、社会主義政党である労働党の政権の首相であるウィム・スヘルメルホルンがマンスホルトに対し、農業・漁業・食糧相として入閣するよう求め、わずか36歳の最年少閣僚となった。
マンスホルトは1945年のスヘルメルホルン/ドレース内閣、1946年のベール内閣、1948年のドレース/ファン・スハイク内閣、1951年以降3期務めたドレース政権の計6代の内閣で閣僚を務めた。1958年、マンスホルトは新設された欧州委員会の副委員長・農業担当委員となり、ヨーロッパの農業の集団化、大規模化を推し進め、その後1972年3月22日から1973年1月5日まで欧州委員会委員長を務めたが、当時マンスホルト委員会はローマクラブの影響力を強く受けていた。
1954年、農業省関連予算の議会での審議が先送りされていた。当時の農相を務めていたマンスホルトがフリースラント州での11市周遊スケートマラソンで200キロメートルを滑っていたためである。マンスホルトはこの有名なレースに2度参加している。
マンスホルトは1938年にヘニー・J・ポステルと結婚し、二男二女をもうけている。マンスホルトは晩年、ドレンテ州ワプセルフェーンという静かな農村で過ごし、1995年6月30日に世を去っている。ちなみに娘のリデケも同じ年に53歳で生涯を閉じている。